# Kacper Meciszewski
Kacper Meciszewski herbu Prawdzic (ur. 1763 w Krakowie, zm. 28 września 1803 tamże) – pułkownik wojsk polskich, prawnik i dramatopisarz. 

## Życiorys
Urodzony w rodzinie mieszczańskiej, syn Wawrzyńca Meciszewskiego (późniejszego wójta III Cyrkułu Garbarskiego) i Gertrudy ze Smolińskich. Od 1774 do 1780 pobierał nauki w Szkołach Przygłównych Krakowskich, potem w Szkole Głównej studiował prawo. Został subdelegatem grodzkim siewierskim oraz prokuratorem prawa magdeburskiego, od 1785 – sekretarzem królewskim.
W tym czasie wydał komedię "Rywale czyli Capstrzyk w Krakowie" (Kraków, w piśmie "Nowy Korbut", 1786) i przekład dzieła prawniczego J. Ch. Heinecciusa pt. "Ustanowienie prawa cywilnego w sposobie łatwym zebrane, wielą przystosowaniami pomnożone i na język ojczysty przełożone" (2 tomy, Kraków, 1785-1786). Zabiegał w tym okresie o przyjęcie do adwokatury krakowskiej, co powiodło się dopiero pod koniec 1788 dzięki poparciu Filipa Nereusza Lichockiego, ówczesnego syndyka miejskiego, a wbrew skonfliktowanym z Meciszewskim innym patronom palestry.
1 lipca 1790 Sejm nobilitował Meciszewskiego, nadając mu herb Prawdzic. Pracował on potem w magistracie krakowskim; 8 sierpnia 1791 uczestniczył zgromadzeniu wydziałowym deklarując w swym przemówieniu swoje poparcie dla Konstytucji 3 maja. Podczas insurekcji kościuszkowskiej, 25 marca 1794 został sekretarzem Komisji Porządkowej Województwa Krakowskiego, a miesiąc później generalnym audytorem w stopniu kapitana. Zanotowano jego darowiznę na rzecz powstania: 24 kwietnia ofiarował konia do ciągnięcia armat oraz 12 pałaszy dla kawalerzystów. Uciekając z Krakowa po upadku powstania zabrał ze sobą archiwum Komisji, które jednak nie zachowało się.
Później wrócił do Krakowa i otrzymawszy 27 marca 1797 tytuł doktora obojga praw został adwokatem, specjalizującym się w skomplikowanych sprawach. Oskarżony o krzywoprzysięstwo popełnił samobójstwo.
Pierwszą żoną Kacpra Meciszewskiego była zmarła w 1801 Marianna z Piklewiczów (vel Pisklewicz); miał z nią synów Filipa Nereusza i Kazimierza oraz córkę Emilię Honoratę. Drugą żoną Meciszewskiego była Barbara Fogtówna, matka Hilarego Walentego Meciszewskiego, krakowskiego publicysty.